# ميشيل جيوردانو
ميشيل جيوردانو (بالإيطالية: Michele Giordano)‏ هو كاهن كاثوليكي إيطالي، ولد في 26 سبتمبر 1930 في إيطاليا، وتوفي في 2 ديسمبر 2010 في نابولي في إيطاليا.